# Извеково (Калужская область)
Извеково — село в Бабынинском районе Калужской области России. Входит в состав сельского поселения «Село Утешево».

## География
Село находится в центральной части Калужской области, в зоне хвойно-широколиственных лесов, в пределах Мещовского ополья, на берегах реки Безвели, к югу от автодороги Р132, на расстоянии примерно 13 километров (по прямой) к северо-западу от посёлка Бабынино, административного центра района. Абсолютная высота — 175 метров над уровнем моря.

### Климат
Климат населённого пункта характеризуется как умеренно континентальный, с чётко выраженными временами года. Среднегодовая многолетняя температура воздуха составляет 4 — 4,6°С. Средняя температура самого холодного месяца (января) составляет −8,9 °C; самого тёплого (июля) — 17,8 °С. Среднегодовое количество атмосферных осадков составляет 650—730 мм. Продолжительность безморозного периода — около 149 суток.

### Часовой пояс
Село Извеково, как и вся Калужская область, находится в часовой зоне МСК (московское время). Смещение применяемого времени относительно UTC составляет +3:00.

## Население
| 2002 | 2010 |
| ---- | ---- |
| 57   | ↘28  |

### Половой состав
По данным Всероссийской переписи населения 2010 года в гендерной структуре населения мужчины составляли 50 %, женщины — соответственно также 50 %.

### Национальный состав
Согласно результатам переписи 2002 года, в национальной структуре населения русские составляли 95 %.